# Llista de mestres de capella de la Seu d'Urgell
Músics que ocuparen la plaça de mestre de capella a la Santa Maria d'Urgell. Al llarg dels temps es pogué donar algun encavallament entre mestres, perquè el mestre jubilat retenia la titularitat de la plaça fins a la seva mort, coexistint amb el seu successor que l'exercia de forma interina.
- 1548-1576 Joan Brudieu
- ?1573 - 1576? Sebastián de Vivanco
- 1579-1586 Joan Brudieu
- 1586-1587 Rafael Coloma
- 1589-1591 Joan Brudieu
- 1591-1594 Rafael Coloma
- 1598-1602 Pere Riquet
- ?-1600 Jerónimo Felipe
- 1606-1616 Pere Riquet
- 1616 Ignasi Mur
- 1616-1617 Mateu Calvet (o Calvete)
- 1617-1621 Gaspar Andreu
- 1622-1626 Marcià Albareda
- 1627-1635 Joan Araniés (o Arañés)
- (1649) Joan Araniés
- 1655-1676 Pau Marquès
- 1677-1691 Josep Pujolar
- 1691-1697 ?
- 1698-1699 Isidre Serrada
- 1700-1706 Jaume Forcada
- 1707-1708 desert
- 1709-1712 Gabriel Argany
- 1712-1718 Josep Forto
- 1718-1748 Francesc Andreu
- ?? -1752? Antoni Soler i Ramos
- 1750?-1777 Maurici Espona
- 1778-1781 Jaume Balius
- (1791) Bru Pagueras
- -1863 Ramon Rosés, nebot de Josep Rosés
- 1864- Josep Aiguabella i Ferrer
- -1878 Busquets
- voltants de 1910 Enric Marfany i Gosset
- Eudald Melendres